# Етюд (музика)
Етюдът (на френски: étude; в превод изследване, учение) е инструментална музикална композиция, обикновено кратка, със значителна трудност и предназначена за осигуряване на практически материали за усъвършенстване на определено музикално умение. Етюдите се използват за развиване на техниката на инструмента: бързина, запомняне на позиции, упражняване на пръстите на лявата или дясната ръка. Етюдът е задължителна пиеса за изпитите (академичните концерти) в музикалното училище, както и други пиеси.

## История
Традицията на писането на етюди се появява през ранния XIX век. От огромния брой етюди от тази ера, някои от тях все още се използват като учебни материали (по-специално работи на Карл Черни и Муцио Клементи), както и някои от големите композитори като Фредерик Шопен, Франц Лист и Клод Дебюси, които постигат място в днешния концертен репертоар. Етюдите, написано през XX век включват тези, тясно свързани с класическите (Дьорд Лигети) и тези, които изискват напълно неортодоксална техника (Джон Кейдж).